# Habrodesmus tricuspis
Habrodesmus tricuspis är en mångfotingart som beskrevs av Karl Wilhelm Verhoeff 1938. Habrodesmus tricuspis ingår i släktet Habrodesmus och familjen orangeridubbelfotingar. Inga underarter finns listade i Catalogue of Life.